# Бургплац (Дюссельдорф)

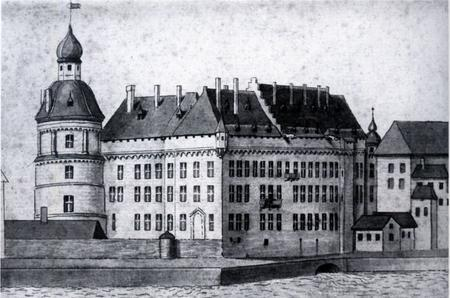
Дюссельдорфский замок в 1800 году

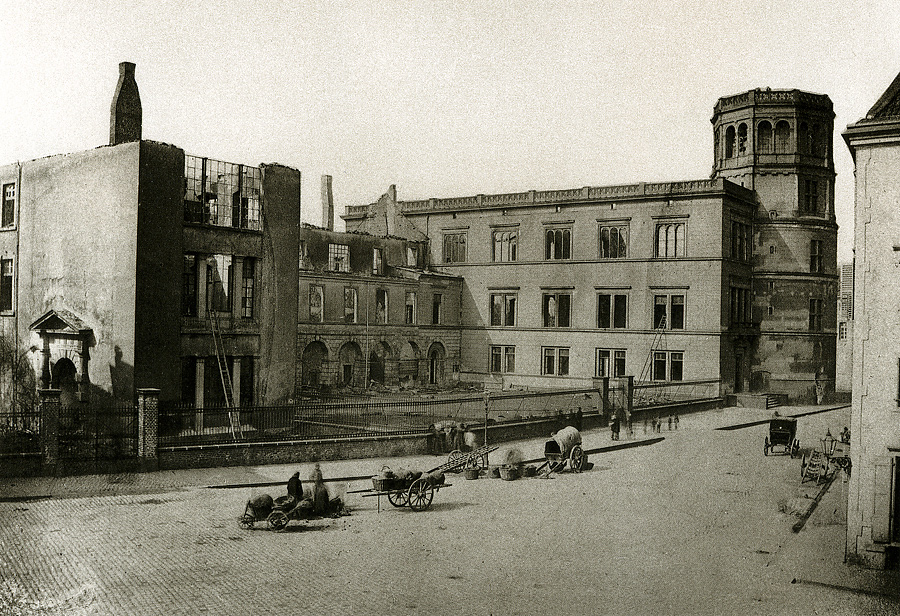
Последние сооружения Дюссельдорфского замка в 1870 году

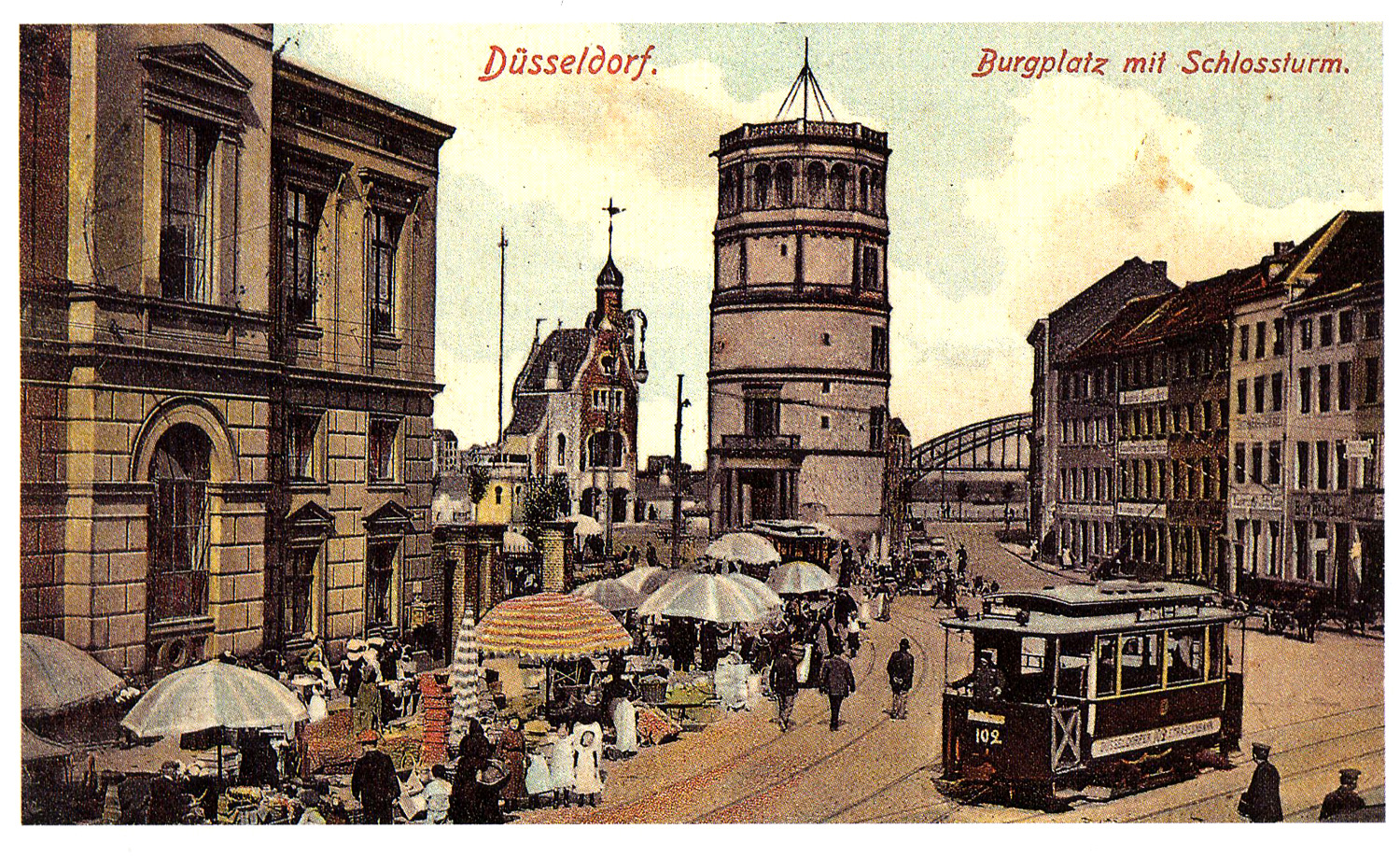
Бургплац в 1908 году

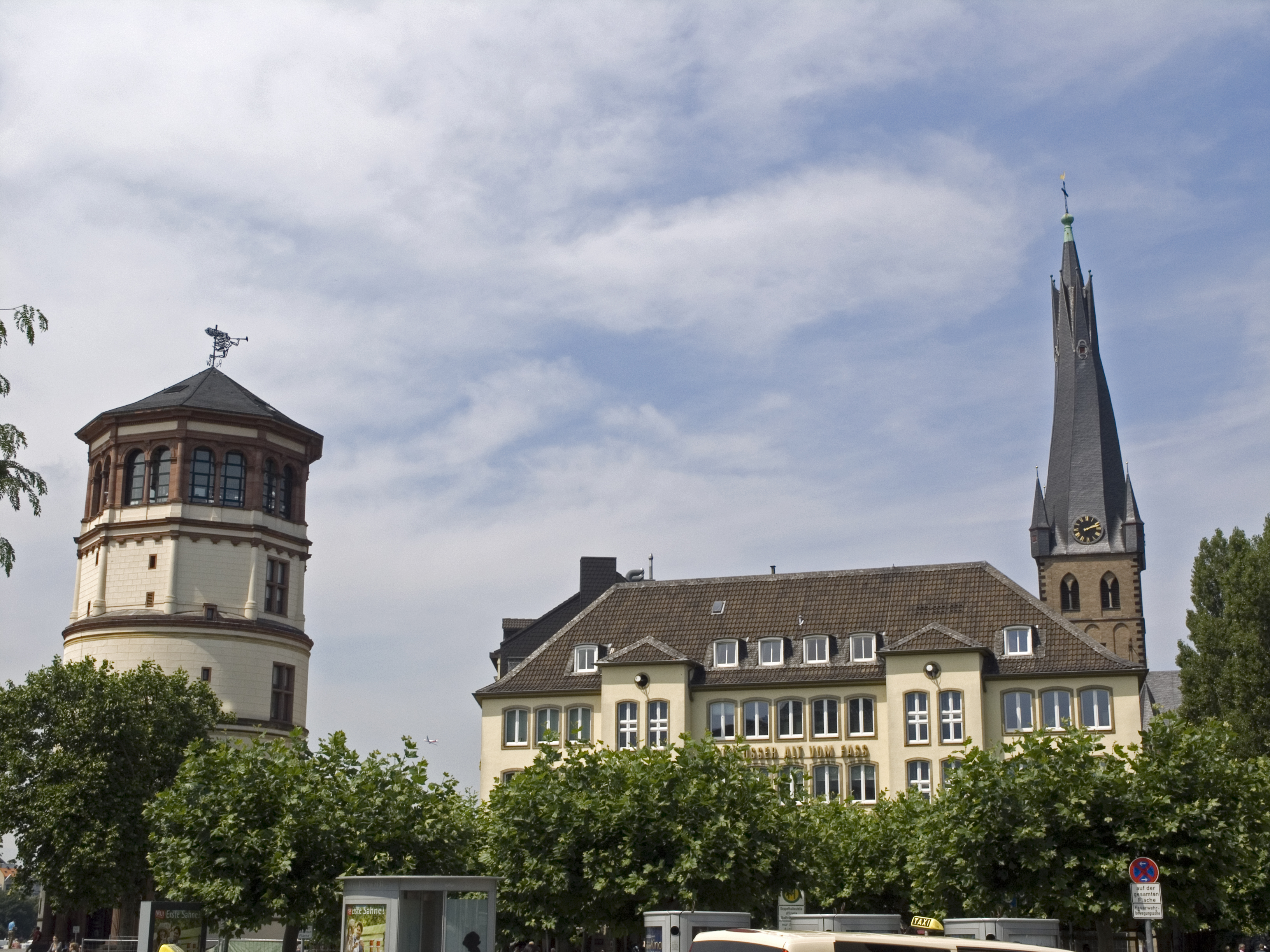
Бургплац в 2008 году

Бургплац (нем. Burgplatz, «Городская площадь» (нем.)) — площадь, являющаяся центром исторической части города Дюссельдорф — столицы федеральной земли Северный Рейн — Вестфалия. Расположена непосредственно на берегу Рейна. На юге к Бургплац примыкает площадь Марктплац («Рыночная площадь» (нем.)) 

10 мая 1995 года Бургплац внесён в список охраняемых памятников истории и архитектуры.

## История
История Бургплац начинается почти одновременно с историей Дюссельдорфа. Когда в 1288 году рыбацкий посёлок получил статус города на берегу Рейна сооружается Дюссельдорфский замок для защиты города и сбора пошлины. Площадь внутри замка получила название «Городской площади» (Бургплац), которое не изменялось ни разу за всю историю. На несколько столетий эта площадь стала центральной площадью города. После женитьбы герцога Иоганна Вильгельма и Якобины Баденской в 1595 году Дюссельдорфский замок становится резиденцией правителей объединенного герцогства Юлих-Клеве-Берг. В конце XVII века Иоганн-Вильгельм делает Дюссельдорфский замок резиденцией курфюрстов Пфальца.

 В начале XVIII века со смертью Иоганна-Вильгельма замок теряет своё значение и перестает быть резиденцией курфюрстов. В 1795 году во время обстрела замка войсками Французской революционной армии при бомбардировке зажигательными снарядами возник пожар, вызвавший сильные разрушения. С 1821 по 1872 год в восстановленном замке размещалась Дюссельдорфская академия художеств. В 1872 году в замке произошел пожар. К концу XIX века замок ветшает и сильно разрушается.

В начале XX века была снесена западная стена замка, вследствие чего Бургплац получил открытый выход к Рейну. На рейнской набережной организуется променад, а прямо у Бургплаца создаётся причал. В 1902 году на площади строится башня на Дюсселе, в которой открывается винный бар, ставший популярным местом встреч в городе.

В ходе восстановления города после второй мировой войны по-новому организуется городское автомобильное движение и по берегу Рейна прокладывается часть федеральной автомагистрали B1. Мешающая движению башня на Дюсселе сносится.

В 1980-е годы интенсивное автомобильное движение по автомагистрали B1 привело к необходимости построения тоннеля. Рейнский тоннель был открыт в 1993 году. Освободившееся от автомобильного движения пространство позволило по-новому оформить площадь Бургплац. В 1991 году был объявлен конкурс на новое оформление Бургплац, как места, которое призвано стать главным элементом Рейнской набережной. Победителем был признан проект архитекторов Никлауса Фричи, Бенедикта Шталя и Гюнтера Баума. Согласно этому проекту главный акцент в оформлении площади делался на единственное сохранившееся строение Дюссельдорфского замка — замковую башню, в которой решено было разместить музей судоходства и навигации. Работы по обустройству площади закончились в 1995 году.

## Площадь сегодня
Бургплац является излюбленной пешеходной зоной как жителей Дюссельдорфа, так и гостей города. На площади проводится целый ряд различных мероприятий, для чего была разработана специальная программа. На площади ежегодно проходят джазовый фестивали, дни Франции и Японии, книжные ярмарки, дни велосипеда и лыжные гонки.